# Ley de Nacionalización de Bienes Eclesiásticos

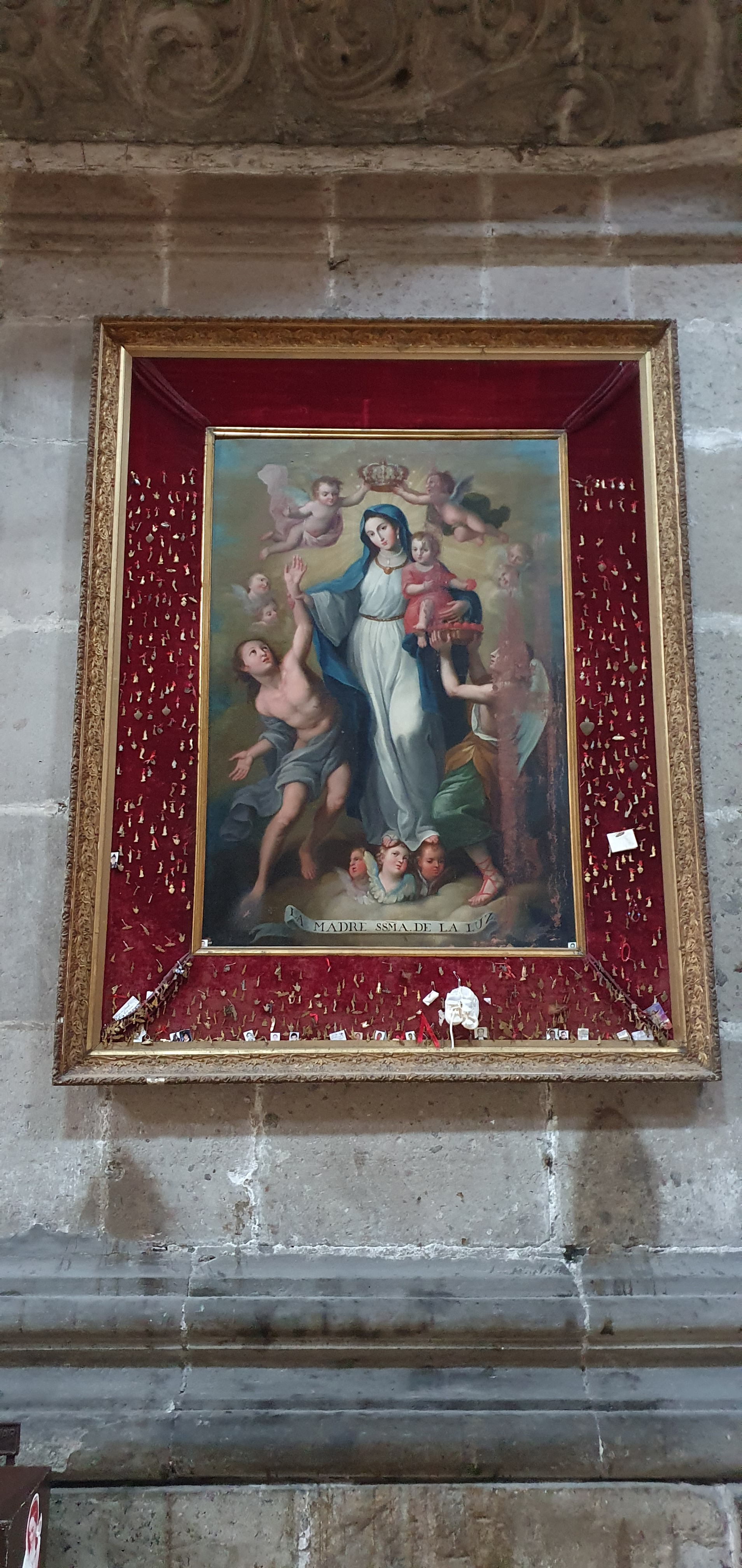

La ley de nacionalización de bienes eclesiásticos fue expedida por Benito Juárez, como presidente, el 12 de julio de 1859 en Veracruz. Su objetivo principal, fue la adjudicación de los bienes del clero, para posteriormente añadirlos al Estado como tesoro de la Nación o bien convertirlos en bibliotecas públicas o universidades, así como declarar la separación Iglesia y Estado. 
La Ley de Nacionalización de los Bienes Eclesiásticos complementaba de cierto modo a la Ley Lerdo pues esta no se centraría únicamente en las propiedades inmuebles -hasta ese momento pertenecientes a la Iglesia- sino también en todo aquel patrimonio móvil que pasaría, gracias a su proclamación, directamente a manos del Estado; ya que este sostenía que la Iglesia había estado desviando fondos que los fieles le ofrendaban devotamente para objetos piadosos.
Además, surge en respuesta al Clero, pues este había preferido aparentar que se dejaría perecer antes de sujetarse a ninguna ley anterior e incluso en algunos casos amenazó de excomulgar a todo aquel que hubiera hecho ejercer la Ley de Desamortización de Bienes Eclesiásticos al comprar alguna propiedad anteriormente perteneciente a la Iglesia.
Es de este modo que en el Art. 1 se ordena: “Entran al dominio de la nación todos los bienes que el Clero secular y regular ha estado administrando con diversos títulos, sea cual fuere la clase de predios, derechos y acciones en que consistan, el nombre o aplicación que hayan tenido.”
En términos generales, esta Ley además separa al Clero del Estado, pues dice el Art. 3°: “Habrá perfecta independencia entre los asuntos del Estado y los negocios puramente eclesiásticos. El gobierno se limitará a proteger con su autoridad el culto público de la religión católica, así como el de cualquiera otra.”, igualmente prohíbe de ahí en más que se otorgue cualquier ofrenda o indemnización para la iglesia en bienes raíces.

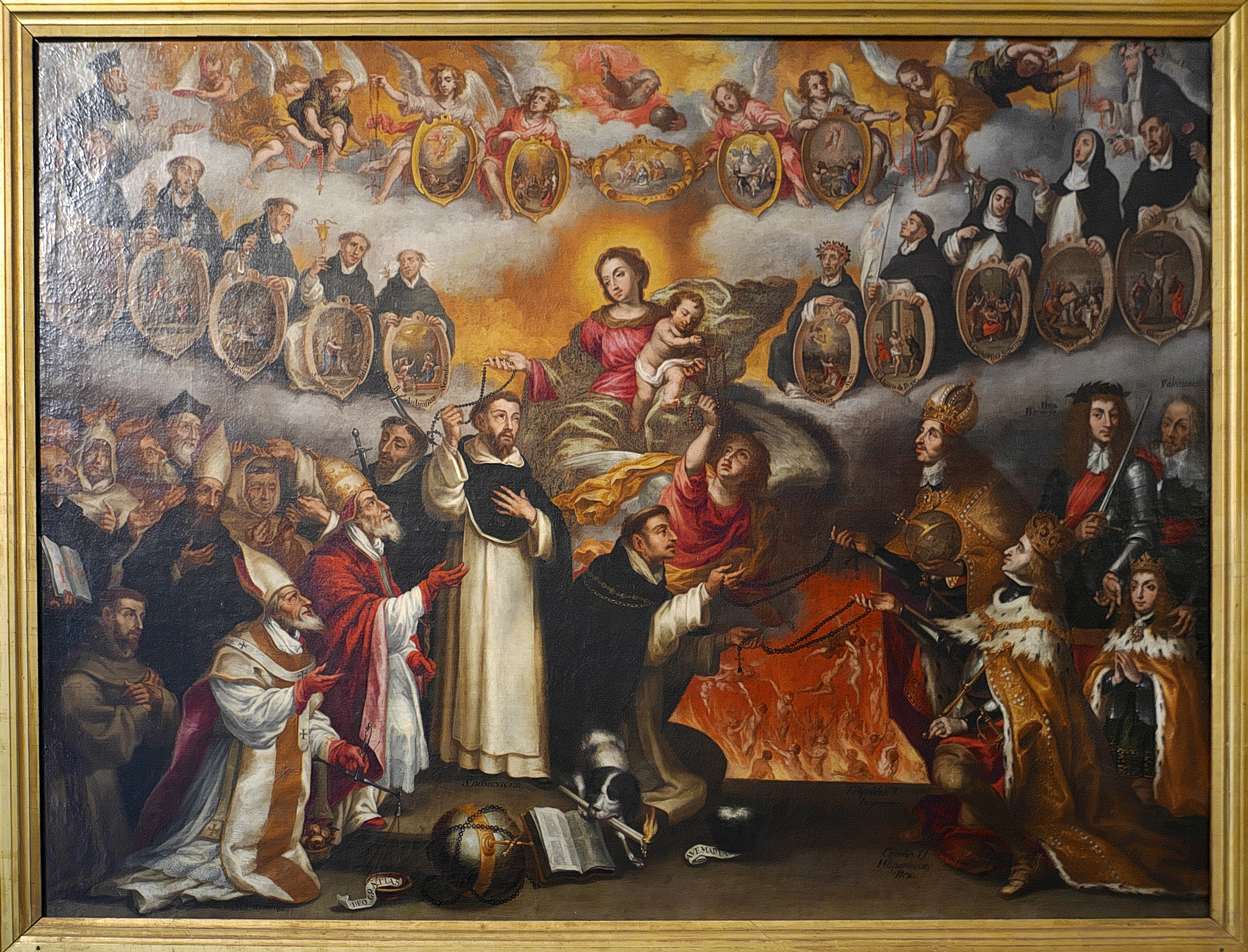

Respecto a la comunidad religiosa, suprime todas las órdenes regulares de las que, además, queda prohibido erigir nuevas y se cerrarían perpetuamente todos los noviciados. Aunado a este respecto, quedaba prohibido portar los hábitos o trajes de todas estas congregaciones suprimidas, teniendo como prórroga únicamente 15 días desde que la ley hubiera sido promulgada para llevar aún el hábito. De exceder este límite no le sería otorgada una indemnización económica a la que tendría derecho. Incluso si aun pasados los días continuaba vistiéndolo y era encontrado viviendo en comunidad, sería expulsado de la República. 
Ahora bien, toda religiosa que fuera exclaustrada recibiría el importe de todo cuanto haya ingresado a comunidad en calidad de dote o bienes parafernales y se podría depender de esta cantidad como cosa propia.
En tanto a toda venta que el Clero hubiera podido concretar con sus bienes quedaba en automático anulada y debería regresarse dicha posesión o su coste, además del 5% de la venta. Al funcionario que lo hubiese permitido se le quitaría la licencia perpetuamente y a los testigos se les castigaría con un aproximado de 1 a 4 años de presidio.

## Libros impresos, manuscritos, pinturas, antigüedades

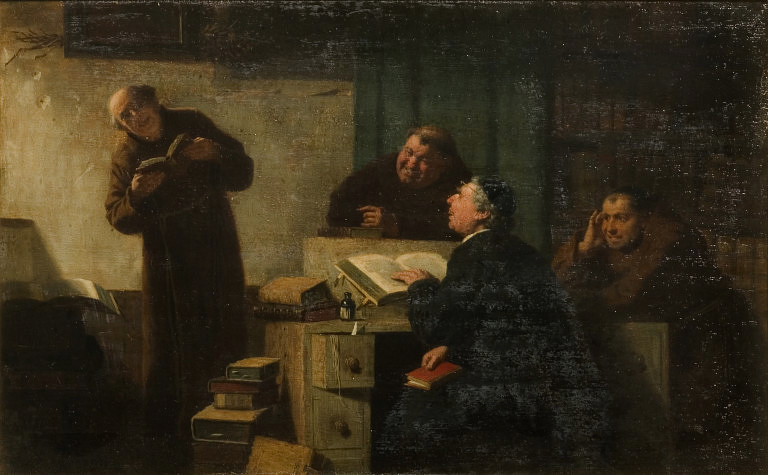

Es importante mencionar el Art. 12 de esta ley, en el que se especifica cual será la finalidad para los acervos pertenecientes a la Iglesia “Los libros impresos, manuscritos, pinturas, antigüedades y demás objetos pertenecientes a las comunidades religiosas suprimidas, se aplicarán a los museos, liceos, bibliotecas y otros establecimientos públicos.”
Sin embargo, nunca se estipulo un modo adecuado en que se debía hacer dicha integración, ocasionando así que al tratar de incorporar algunos acervos hubiera muchas pérdidas materiales irreparables.
Además, aunque el gobierno trato de introducir estos acervos a los museos y bibliotecas, para que de este modo el pueblo pudiera tener acero a ellos, no logró su cometido con totalidad, pues fueron objeto de descuido, destrucción, y finalmente de robo.
El escritor Juan Aldaiturreaga deja testimonio al escribir:
“… Dónde están los mil volúmenes para el gabinete? Ahí los tenéis arrinconados hace siglos. Ahí están en el seminario, en los conventos y en las bodegas… Mentí, no están todos, los teneis distribuidos entre otros locales y entre las tiendas, en las casas particulares, en las poblaciones, en el fuego y en el polvo. Estaban todos hace poco todavía; lo que es hoy, gran parte ha volado en cartuchos, gran parte se han robado los soldados y no soldados, otra parte circula en alcatraces de comino y alucena, y la mayor cantidad está destruyéndose por la polilla, por el polvo, por el descuido y por el encierro…” (Gabinete de Lectura, s. f., p. 18)
Por otro lado, a raíz de que se le revoca el derecho al Clero de decidir que libros debían, así como podían ser impresos o comprados, emergen una serie de textos que antes estaban prohibidos y censurados por la inquisición, igualmente el comercio de libros se volvió más activo al tener oferta y demanda de diferentes títulos.  De este modo su anterior mayor obstáculo -la iglesia- pasó a ser un simple espectador, aunque eso no evitaba que en cada misa se les recordara a los fieles lo dañinos que eran aquellos contenidos.  

### Consecuencias
La situación de más inestabilidad alrededor de esta ley y sus complicaciones se reflejaba en el continuo ir y venir de las tropas tanto liberales como conservadoras dentro de las ciudades, ocasionando que sufrieran continuamente la ocupación del frente contrario al gobierno en turno, ocupando diversos edificios tanto religiosos como de gobierno, de manera que la pérdida de algún elemento de los acervos era inevitable.
Hasta 1857 en México se vivió conforme al principio de la intolerancia religiosa, de acuerdo con el cual no podía haber ninguna otra expresión religiosa fuera de la católica, e inclusive se llegó a establecer en textos constitucionales la obligación de todos los mexicanos de profesar esta religión. Tal principio, como es evidente, contraria uno de los derechos fundamentales: la libertad religiosa, lo que en aquel entonces se conocía como “libertad de cultos” y no fue hasta el edicto de esta ley que la religión católica se convirtió en una más abriendo la posibilidad de elegir alguna otra.

#### Objetivo estratégico
Es factible especular que esta ley no fue únicamente para nacionalizar todo aquello que le permitiera al Clero seguir financiando la guerra a favor del bando conservador, sino también  remarcar, la antes mencionada, línea entre Estado e Iglesia retirando la coacción civil para el cumplimiento de los votos religiosos, el pago de los diezmos y el rompimiento de lazos diplomáticos con la silla apostólica; así como tratar de desintegrar los puntos recurrentes de conspiración, lo que lograría suprimiendo a las comunidades religiosas. Ya que la Iglesia de aquél tiempo gozaba de gran poder e influía en las decisiones más importantes de la política nacional, mayormente para favorecer a los conservadores, como ocurrió en el caso de la Catedral de Morelia.
El seminario de Morelia, contaba hasta ese momento con la protección de personas que estaban en cargos de gobierno, de modo que no era amonestado, sin embargo, la rebeldía del colegio-seminario llegó al grado de apoyar los sucesos del ocurridos con el Plan de Tacubaya y respaldar al gobierno impuesto por los conservadores, de modo que ese mismo año, el gobierno ordenó su clausura.

##### Consolidación de la nacionalización
Sin embargo, no fue hasta el 5 de febrero de 1861 que el presidente Juárez expidió una Ley sobre adjudicaciones, retenciones de capitales, capellanías y otras materias relativas a la nacionalización de bienes eclesiásticos, ya que como se mencionó anteriormente existían muchas lagunas que impedían la correcta adición de distintos bienes, que se le habían sustraído al Clero.
Esta nueva ley vino a ordenar y esclarecer la anterior legislación en ese respecto, no obstante, no fue posible ponerla en vigor enteramente sino hasta 1867, tras la derrota de Maximiliano de Habsburgo, cuando el presidente Juárez recomenzó la nacionalización de bienes del clero; para ello el 12 de agosto de 1867 estableció una oficina especial en el Ministerio de Hacienda que se llamó “Administración de Bienes Nacionalizados”.
Lamentablemente con el devenir de los años que habían pasado gran porcentaje de los documentos que guardaba dicha administración fueron extraviados imposibilitando así al gobierno de hacer uso por completo de todos estos bienes. 